# Porzucona
Porzucona (ang. Abandon) – thriller amerykański z 2002 roku.

## Obsada
- Katie Holmes – Katie Burke
- Benjamin Bratt – Alvin Handler
- Charlie Hunnam – Embry Larkin
- Zooey Deschanel – Samantha Harper
- Fred Ward – Tenente Bill Stayton
- Mark Feuerstein – Robert Hanson
- Melanie Linskey – Mousy Julie
- Philip Bosco – profesor Jergensen
- Tony Goldwyn – dr David Schaffer